# Downtown Records
A Downtown Records egy amerikai lemezkiadó, amely a Downtown Music Holdings részeként alakult meg. A székhelye New York városában található, emellett irodát működtet Los Angelesben is. A kiadót Josh Deutsch és Terence Lam alapította. Az Amerikai Egyesült Államokban az Interscope terjesztésében áll, az Egyesült Királyságban a Polydor, míg az Európai Unióban a The Orchard/Digital Music Group biztosítja a forgalmazását. A szerződéskötés általában kiválasztásos alapon történik.
A cég jelenleg (2025) legnagyobbrészt a Universal Music Group/Virgin Music Group tulajdonában áll, de a Sony és a Digital is részesedéssel rendelkezik benne.  

## Történet és működés
A kiadót Josh Deutsch és Terence Lam alapította 2006-ban. Tulajdonosa a Mercer Street Records nevű kiadónak is, így annak előadói, köztük például Cyndi Lauper is a Downtown portfóliójába tartozik.